# Buddha Bar

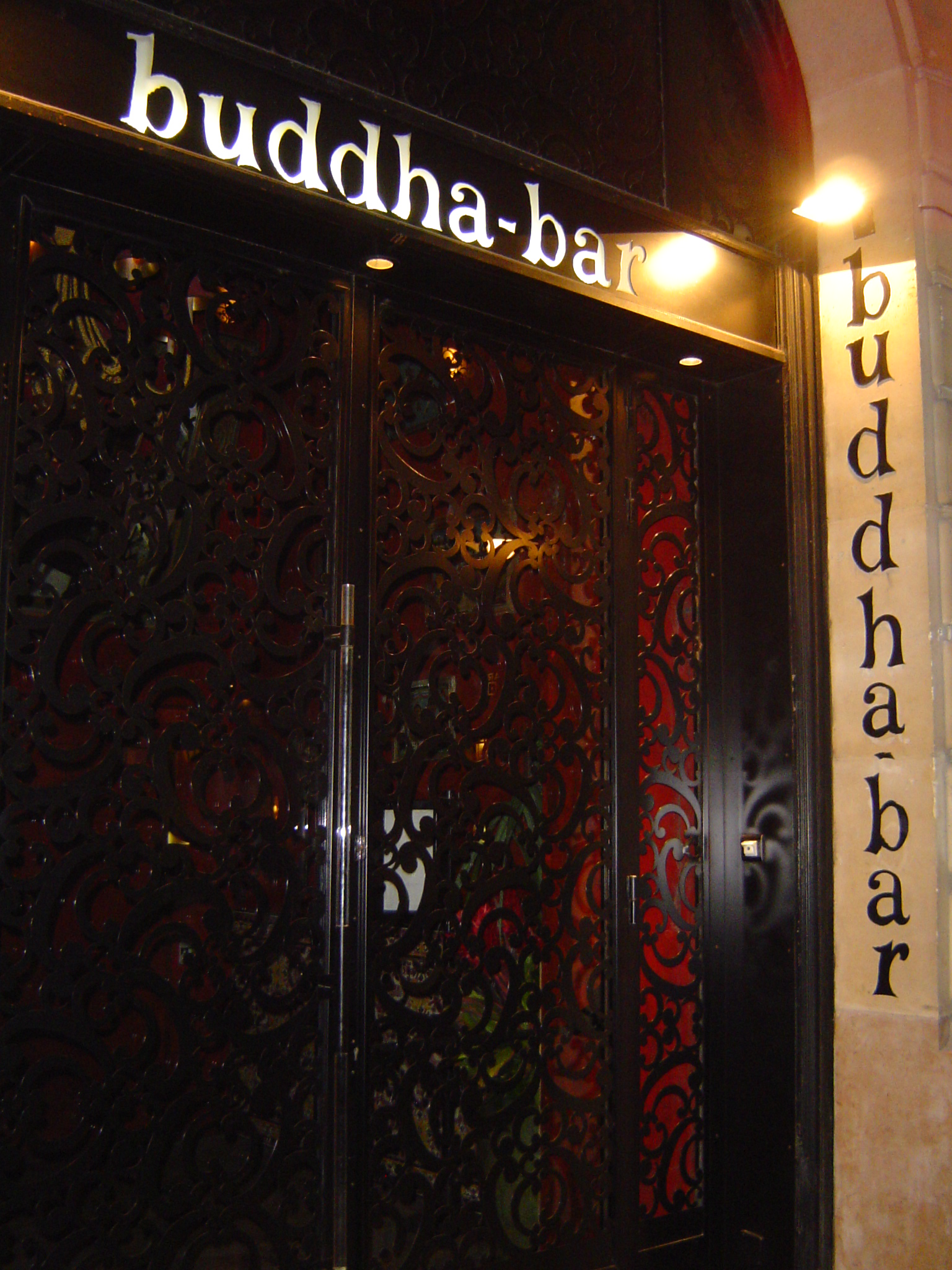
Ingresso del Buddha Bar di Parigi

Buddha Bar è una catena di bar, ristoranti e alberghi fondata originariamente a Parigi nel 1996 dal ristoratore franco-rumeno Raymond Vișan e dal DJ e disegnatore d'interni franco-algerino Claude Challe.
Il locale divenne un luogo di riferimento per gli yuppie, con una clientela fatta anche di turisti danarosi in visita nella città, generando da lì in poi un certo numero di imitatori. La notorietà del locale fu poi legata alle scelte musicali del DJ, eclettico e spesso avanguardista. Nacquero gli album compilation intitolati appunto Buddha Bar, che divennero popolari proponendo generi che andavano dalla lounge alla chill-out alla world music. Fu poi fondata la George V Records che "si fece un nome con i suoi CD di musica lounge zen, rimanendo un caso di successo, soprattutto con i turisti".

## Storia e tematiche
Il bar appare inserito in un ambiente che ricalca lo stile dei templi asiatici: accoglie al centro dell'atrio una statua dorata di Buddha. La cucina propone menù prevalentemente asiatici, presentando vari piatti vietnamiti e thailandesi, oltre a un menu giapponese al sushi bar.
Negli anni sono state inaugurate altre sedi Buddha Bar in diversi paesi del mondo: Madrid (Spagna), Beirut (Libano), Dubai (Emirati Arabi), New York e Las Vegas (Stati Uniti), Stoccolma (Svezia), Il Cairo e (Egitto), Amman (Giordania), Lisbona (Portogallo), Londra (Gran Bretagna), San Paolo (Brasile), Monte Carlo (Principato di Monaco), Marrakech (Marocco), Budapest (Ungheria).

## Eredità musicale
Precursore del fenomeno musicale parigino è considerato lo spagnolo Café del Mar, con una lunga serie di compilation musicali ispirate ai tramonti di Ibiza.
Sull'onda del successo di Café del Mar e di Buddha Bar, sono state pubblicate successivamente numerose compilation che ripropongono sonorità chillout, lounge ed ethno beat: Siddharta (di Ravin), Nirvana Lounge, Karma Lounge, Barrio Latino, Hotel Costes, Barlotti, Chillout in Paris, The Putumayo Lounge Series, Café Solaire, Bargrooves e molte altre.

## Le compilation
(Tratto dalla compilation Buddha Bar, 2000)
Il ristorante divenne noto internazionalmente per la pubblicazione di una serie di compilation musicali che raccolgono brani di musica lounge, chillout, ethno beat e a volte dance. Successivamente, la serie è stata pubblicata con la partecipazione di diversi produttori e deejay, come Ravin, David Visan e Sam Popat.
Ogni compilation, sulla quale è presente l'immagine della statua di un Buddha meditante, consiste in un cofanetto contenente due CD audio di diversa natura: il primo è caratterizzato da sonorità soft e contemplative; il secondo, da un ritmo più caldo e incalzante.
Gli album si presentano come una fusione di generi, nelle raccolte si alternano artisti con brani dalle sonorità di bossa nova o nuevo tango, nu jazz o asian underground, ritmi cubani e sonorità chilling, percussioni arabe e deep house, il tutto rivisitato in chiave elettronica e downtempo.
In un'intervista lo stesso Claude Challe ha dichiarato di essere consapevole che il prodotto Buddha Bar sia rivolto ad un pubblico appartenente, o certamente affascinato, dal mondo del jet-set.
Sono 2 milioni le copie di compilation Buddha Bar vendute nel mondo – di cui 400 000 solo in Italia.
La fama delle compilation è probabilmente dovuta ad un interesse crescente del pubblico nei confronti di sonorità di frontiera provenienti da vari paesi riscontrato dall'incremento di vendite di CD audio nel settore World Music, ma anche alle numerose attività e iniziative legate alla spinta commerciale.
Nel 2001, la rivista Billboard ha inserito la compilation nella "Top ten" degli eventi musicali dell'anno, affermando che gli album del Buddha Bar sono "uno dei migliori esperimenti musicali creati in Francia negli ultimi anni".

## Discografia

### Buddha Bar I(1999)
Missato da Claude Challe
| - CD1 (Dinner) (75 min: 45 s) 1. Craig Armstrong - "Weather Storm" 2. Sina Vodjani – "Straight to the Heart" 3. Deepak Ram – "Kitu" 4. Tulku – "Anni Rose" 5. Zehava Ben – "What Will Be?" 6. Zohar – "The Merciful One" 7. Pink Martini – "La Soledad" 8. Aria – "Un Bel Dì" 9. Zen Men – "Une table à trois" 10. Zen Men – "El Fuego" (Trote King Mix) 11. Anima Sound System – "Shalom" 12. Jai Uttal – "Guru Bramha" 13. Tulku – "Meena Devi (Goddess)" 14. Armen Chakmakian – "Gypsy Rain" | - CD2 (Party) (71 min: 54 s) 1. Anima Sound System – "68" (Original Mix) 2. Le Duc – "Touareg" 3. MKL vs. Soy Sos – "Skin" (Original Abstract Mix) 4. Faithless – "Drifting Away" (Paradiso Mix) 5. Intro – "Psique" 6. Kevin Yost – "Two Wrongs Making It Right" 7. Huff & Herb – "Feeling Good" (Epic Mix) 8. So Emotional – "All By Myself" 9. Byron Stingily – "Flying High" (Masters at Work Brazilian Vocal Mix) 10. Nusrat Fateh Ali Khan – "Piya Re" (Remix) 11. Etti Ankri – "Eshebo" 12. Malik Adouane – "Shaft" 13. Metin Arolat – "Elveda" 14. Willy DeVille – "Demasiado Corazón" (Live Version) |

### Buddha Bar II(2000)
Missato da Claude Challe
| - CD1 (Dinner) (72 min: 31 s) 1. Trumpet Thing – "Need You (Right Now)" (Ambient Mix) 2. Omar Faruk Tekbilek – "I Love You" 3. Consuelo Luz – "Los Bilbilicos (The Nightingales)" 4. Karunesh – "Alibaba" 5. Deepak Chopra feat. Demi Moore – "Desire" 6. Govinda – "In Through Time" 7. Oliver Shanti & Friends – "Onòn Mweng (Rainbird)" 8. Atman – "Spirit" 9. Deadbeats – "Funky for You" 10. De-Phazz feat. Pat Appleton – "Mambo Craze" (Extended Edit) 11. Nino – "Amor Amor" 12. Sa Trincha – "Smell of Paradise" 13. Intro – "Farruca" 14. Funky Lowlives – "Nota Bossa" | - CD2 (Party) (74 min: 09 s) 1. Sun Trust – "How Insensitive" 2. Rollercone – "Daydreaming" 3. Wally Brill – "A Loop in Time" (Banco De Gaia Remix) 4. La Roca – "Drama of Japan" 5. Great Barrier – "Cairo" (Duke Monster Mix) 6. Angel Tears – "Inshalla" 7. dZihan & Kamien – "After" 8. Suba – "Felicidade" 9. Sidestepper – "Logozo" 10. Kerri Chandler & Joe Clausell – "Escravos de Jo" (Robust Horn Remix) 11. Soul Ascendants – "The String Thing" 12. Attaboy – "New World" |

### Buddha Bar III(2001)
Missato da DJ Ravin
| - CD 1 (Dream) (66 min: 59 s) 1. Nicos – "Secret Love" 2. John Kaizan Neptune – "Golden Lotus" 3. Yorgos Kazantzis – "Sorocos" 4. Karunesh – "Solitude" 5. Platon Andritsakis – "Via Pajuta iii" 6. Tulku – "Spiral Dance" 7. Manuel Franjo – "Solo por tu amor" 8. Gustavo Montesano & The Royal Philharmonic Orchestra – "Tango Serenato de Schubert" 9. Adrian Enescu – "Invisible Movies Part 1" 10. Deepak Ram – "A Night In Lenasia" 11. Amr Diab – "Tamally Maak" 12. Frederick Rousseau – "Danya" 13. Eden – "Mavis" 14. Oliver Shanti & Friends – "Sacral Nirvana" 15. Jesse Cook – "On Walks The Night" | - CD 2 (Joy) (76 min: 49 s) 1. Gotan Project – "Triptico" 2. Zeb – "Sufism" 3. Osman Ismen – "Kale" 4. Freeman – "My Dear Masters" 5. Ekova – "Starlight In Daden" (Aurora Remix) 6. Talvin Singh – "Veena" 7. Ravi Prasad – "Indian Gipsy" 8. Hasan Cihat Orter – "Flirting Shadows2 (Schnaz Longa) 9. Anna Vissi – "Den Me Agapas" 10. Nacho Sotomayor – "Don't Do Anything" 11. Badmarsh & Shri – "Sitar Ritual" 12. Kodo – "Strobe's Nanafushi" (Satori Mix) 13. Livin' In Da Ghetto feat. Moktar – "Arabian Song" (Da Ghetto Fuckiro Club) |

### Buddha Bar IV(2002)
Missato da David Visan
| - CD 1 (Dinner) (63 min: 40 s) 1. Frederick Rousseau – "La Fille De Pekin" 2. Tibet Project – "Tibet (A Passage To...)" 3. Jade Or – "Opium" 4. Nitin Sawhney – "Moonrise" 5. Nash Didan – "A Window Of My Dreams" 6. Agricantus – "Amatevi" 7. Manuel Franjo – "Tiempo" 8. Guadalupe Pineda Con Los Tres Ases – "Historia De Un Amor" 9. Armen Chakmakian – "Distant Lands" 10. Nickodemus – "Desert Dancer" (Zeb's Slow Camel Ride Remix) 11. Flam – "Monsoon" 12. Tulku – "Rahda Ramana" 13. Natassa Theodoridou – "Tora To Thimithikes" 14. Gotan Project – "Una Musica Brutal" | - CD 2 (Drink) (60 min: 20 s) 1. Outsized – "Karma" (Extended Mix) 2. Time Passing – "Party People" 3. Panjabi MC – "Mundian To Bach Ke" 4. Ishtar – "Comme Toi" 5. Chris Spheeris – "Dancing With The Muse" 6. David Visan & Carlos Campos – "Irish Coffee" 7. Llorca – "The Novel Sound" 8. Loving Paris – "Loco" 9. Roland Louis – "Percussion's Rhythm (Dimitri from Paris Re-Edit)" 10. Dan Lacksman's Alliance – "Louxor In Vegas" 11. Angie Samiou – "Agoraki Mou 12. Amr Diab – "Aktar Wahed" 13. Celia Cruz – "Yo Vivire (I Will Survive)" 14. Usual Masters – "Nocturne In Paris" |

### Buddha Bar V(2003)
Missato da David Visan
| - CD 1 (Dinner) (66 min: 36 s) 1. Jade Or feat. Bielka Nemirovski – "Nie Kantshaietsa" 2. Mikīs Theodōrakīs – "I've Kept A Hold Of My Life" 3. Refractory feat. J.C. Sindress & Youn Sun Nah – Road 4. Trumpet Thing – Far Away 5. Mystic Rhythms Band – "Gesso's Guitar Song" 6. Angélique Kidjo – "Iemanja" 7. Elie Karam – "Baadima" 8. David Visan & Michaël Winter feat. Ani Choying Drolma – "Tamtra Tibet" 9. Mariza – "Loucura" 10. Maria Papadopoulou – "Maskaremeni" 11. David Visan & Carlos Campos – "Indra Story" 12. Laurent Dury – "Silk Road" 13. Alihan Samedov – "Sen Gelmez Oldun" 14. Frederick Rousseau – "Princess W. Cheng" 15. Operatica – "Mon Amour" | - CD 2 (Drink) (66 min: 58 s) 1. Emma Shapplin – "La Notte Etterna" 2. dZihan & Kamien – "Just You & I" 3. Sarma – "Muel" 4. DJ Disse – "Egyptian Disco" (Buddha Bar Edit) 5. Gipsyland – "Salaam" (duet with Anoushka) 6. Mondo Candido – "Meglio stasera" 7. Latour – "Blue" 8. Despoina Vandī – "Gia" 9. Giampiero Ponte feat. Moran – "Sphynx" (Club Mix) 10. Julie – "Blinded" (Original Opera Mix) 11. David Visan – "Czardas" 12. Rubin Steiner – "Wunderlande" 13. Ritchie Lawrence – "Laurence d'Arabie" (Ambient Mix) |

### Buddha Bar VI(2004)
Missato da DJ Ravin
| - CD 1 (Rebirth) (63 min: 24 s) 1. B-Tribe – "Angelic Voices" (Rebirth Remix) 2. 1 Giant Leap – "The Way You Dream" 3. Dolphin Boy – "Shake It Loose"' 4. Daniel Masson – "Sonargaon" 5. Deew – "She Will Never Learn" 6. Erik Satie – "Gnossienne No. 1 (Buddha Bar Remix)" 7. Cellar 55 – "Por-Do-Sol" 8. Ryukyu Underground – "Kanasando" (Rebirth Remix) 9. Ganga – "Chair" 10. Dos Hombres – "The Alkemyst" 11. Slow Train – "Naturally" 12. Quicksound – "Cold Winter" 13. Touch and Go – "Straight to... Number One" (Dreamcatcher's Remix) 14. Cantoma – "Essarai" | - CD 2 (Rejoice) (63 min: 47 s) 1. Baul Dimension – "Bangla Soul" 2. Table vs. Ludovico Einaudi – "Memory" 3. Slow Train – "Trail Of Dawn" 4. Loopless – "Pink Blue Hotel" 5. Télépopmusik – "Breathe" (Banzai Republic's X-Hale Remix) 6. Sarah Vaughan – "Whatever Lola Wants (Gotan Project Remix)" 7. Bliss – "Manvantara" 8. Baul Dimension – "Baul Dimension" 9. Afterlife – "Sunrise" (DJ Thunda & K20 Allstars Mix) 10. PQM feat. Pilgrim Soul – "Nameless" 11. Casa Flava – "De Moma De" (Paris & Sharp Remix) 12. Perfect Sense – "Bumba" (Stereo Sax Mix) |

### Buddha Bar VII(2005)
Missato da DJ Ravin e David Visan
| - CD 1 (Sarod) (77 min: 07 s) 1. Bliss – Breathe 2. My Phuong Nguyen & Thierry David – "Huong Vietnam" 3. Riccardo Eberspacher – "Light Signs"' 4. Al-Pha X – "An Indian Summer" 5. Afterlife feat. Dannii Minogue – "Take Me Inside (Christophe Goze Mix)" 6. Ustad Sultan Khan – "Aja Maji (Sacred Rhythm Version by Joe Claussell)" 7. Bigtétény's Finest – "Lovasok A Szakadék Felé" 8. Federico Aubele – "Postales" 9. Vargo – "The Moment" 10. Salif Keïta – "Moussoulou (Remixed by Charles Webster)" 11. José Padilla – "Light my Heart" 12. Bebel Gilberto – "Aganjú" (John Beltran Remix) 13. Ramasutra – "Magma Mama" 14. Peppe Barra – "Core Nire" (Azoia Remix) 15. Da Lata – "Distracted Minds" 16. Laidback – "Happy Dreamer" | - CD 2 (Sarangi) (71 min: 03 s) 1. Kirpi – "The Song" 2. Sainkho Namtchylak – "Ohm Suaa (Remixed by Martin Morales)" 3. Lonesome Echo feat. Mutabaraku – "Spirit of Drums" (SUMO Afrobounce Remix) 4. DJ Nasha – "Flute Fantasy" 5. Ryukyu Underground – "Mo Ashibi" (Jason Bentley Remix) 6. Supervielle – "Perfume (Remixed by Campo)2 7. Mambayaga Project – "Joy on a Stick" 8. King Britt presents Oba Funke – "Uzoamaka" 9. Phatjak vs. DJ Hamoodi – "Ritmo Caliente"' 10. Harem – "Medusa" 11. Mo' Horizons – "Drum'n Boogaloo (Full Vocal Mix)" 12. Mambayaga Project – "Clockwork (Shantel vs Mahala Rai Banda Remix)" 13. Tito Rodriguez – "Mama Guela (STUHR Remix)" 14. Les Négresses Vertes – "Sous Le Soleil De Bodega (Bodega Di Moko)" |

### Buddha Bar VIII(2006)
Missato da Sam Popat
| - CD 1 (Paris) (65 min: 51 s) 1. Sanja Ilic and Balkanika – "Korana" 2. Naomi – "White" 3. Alihan Samedov – "Son Nefes" (Deep mix) 4. Panjabi Hit Squad feat. Manpreet Kaur – "Hasdi Hasdi" (Hit Squad Mix) 5. Antaeus – "Palm of the Prophet" 6. Out of Phase – "Desire" (Tiger mix 2006) 7. Yasmin Levy – "Madre, Si Hesto Hazina" 8. Pompon Finkelstein – "Lost in Reflection (La Forza del Destino by G. Verdi)" 9. Shubha Mudgal – "The Awakening" 10. Shpongle – "Once Upon the Sea of Blissful Awareness" (Esionjim Remix) 11. Sam Popat & Alexandre Scheffer – "Golden Ring" 12. Nomadix – "Chura Liya" 13. Elkin Marin – "Wallanwala" 14. Stefano Saletti & Piccola Banda Ikona – "Tagama" 15. Alhoeverah – "Tan Cañi" | - CD 2 (New York) (75 min: 16 s) 1. Angel Tears – "Mystic Desire" 2. Vasilisa – "Oblak/Cloud" 3. Ensemble Ethnique – "Asilah" 4. DJ Bool presents Jerk House Connection – "Mother Blues" 5. Belladonna – "Ebatule" 6. Sanja Ilic and Balkanika – "Balkan Vocals" 7. Alberto "Beto" Uṅa – "Angels in the Desert" (Original Profundo Mix) 8. Bongoloverz feat. Ursula Cuesta – "La Esperanza (Hope & Faith)" 9. Dan Marciano – "Good Morning Paris" (Dr Kucho! Remix) 10. Kirpi – "My Name is Kirpi" 11. Orient Expressions – "Istanbul 1:26 a.m." 12. Biber – "Turta" 13. Sam Popat & Alexandre Scheffer – "Dil Mera" 14. Yves Larock – "Nomadic Knights" 15. Schiller – "I Feel You" |

### Buddha Bar IX(2007)
Missato da DJ Ravin
| - CD 1 (Royal Victoria) (74 min: 05 s) 1. Bardo State – "Sospiro" 2. Mystic Diversions – "Flight BA0247" 3. Amanaska – "Sleep" 4. Hess Is More – "Yes Boss" 5. Koop – "Koop Island Blues" 6. Eccodek – "Mongolia On The Line" 7. Serafim Tsotsonis – "Wood Street" 8. Existence – "Heart Beat Of Life" 9. The Lushlife Project – "Essence Of Our Origins" 10. Michalis Koumbios – "Astradeni" 11. York feat. Asheni – "Iceflowers" 12. David Lowe's Dreamcatcher – "I Know Jayne" 13. Nikonn – "Sunday" 14. Kenneth Bager feat. Julee Cruise – "Fragment Two... The First Picture" 15. Burhan Öçal – "Bugu Jazz" | - CD 2 (Barons Court) (77 min: 23 s) 1. Sunset Blvd – "Mrs Daisy May" 2. Cosmic Orient – "La Pila" 3. Djumma Soundsystem – "Les Djinns" (Trentemøller Remix) 4. Carmen Rizzo feat. Grant Lee Phillips – "As The Day Breaks" (Montreal Remix) 5. Massivan – "Daydream" 6. Cirque du Soleil – "Africa" (Quicksound/Alain Vinet Remix) 7. Rocco – "Roots 4 Acid" 8. Passion of Percussion – "Last Chance"' 9. Novalima – "Machete" 10. Parov Stelar – "Chambermaid Swing" 11. OMFO – "Choban in Space" 12. Otros Aires – "Amor Que Se Baïla" 13. Naked Rhythm – "Gypsy Majik" (Gypsy Lounge Vocal Remix) 14. Blank & Jones – "Loneliness" (Chill House Mix) 15. Bahramji feat. Mashti – "Indusufi" 16. DJ Ravin feat. Karma Sound Collective – "Karma Busta Rhythm" |

### Buddha Bar X(2008)
Missato da DJ Ravin
| - CD 1 (Xiangqi) (70 min: 48 s) 1. Nitin Sawnhey feat. The London Symphony Orchestra – "Songbird" 2. Thierry David – "Song of Freedom" 3. Jaime Torres – "El Humahuaqueño" 4. Temple of Sound feat. Natacha Atlas – "City of God" 5. Czech Philharmonic Chamber Orchestra feat. Sophie Solomon – "Love Theme from Ben Hur" (Bombay Dub Orchestra Remix) 6. Samo Zaen – "Tonight" 7. Gaudi + Nusrat Fateh Ali Khan – "Bethe Bethe Kese Kese" 8. Cantoma – "Maja" 9. Van Daler & Low Pressure feat. Natasja Saad – "Real Love" 10. Özgür Sakar a.k.a. Misda Oz vs Mercan Dede – "Ab-i Beka" 11. Waldeck – "Get Up... Carmen" 12. Nikko Patrelakis – "Arco Iris" 13. Ralph Myerz feat. Pee Wee – "My Darling" 14. Bebo Best & The Super Lounge Orchestra – "Life Is on the Sea" 15. The Real Tuesday Weld – "Kix" 16. Pochill – "Violet Theme" 17. Nicolaj Grandjean – "Heroes & Saints"' | - CD 2 (Weiqi) (76 min: 37 s) 1. DJ A feat. Sonia – "Anazitisi (Quest)"' 2. Lulu Rouge – "Bless You" 3. Azam Ali – "Endless Reverie" (Bentey and Smitty Mix) 4. Markus Enochson – "For You To See (w/ Masaya)" (Tiger Stripes Vocal Remix) 5. Kaya Project – "Salaam" (Remix for Irina Mikhailova) 6. Damien Draghici & Emanuele Arnone – "Let Love Go"' 7. Buscemi – "Sahib Balkan" 8. Lanoiraude – "Khen Hook" 9. Pier Bucci – "Hay Consuelo" (Samim Remix) 10. Shantel – "Immigrant Child" 11. Giorgio Giordano – "Amazzonia" 12. Jan Driver – "Kardamoon" 13. Shaman's Dream – "Rakandao" 14. DJ Disse – "Break on Through" 15. Jerry Dimmer – "Flavia" |

### Buddha Bar XI(2009)
Missato da DJ Ravin
| - CD 1 (Lavяa) (73 min: 30 s) 1. Niyaz – "Iman" 2. The Bombay Dub Orchestra – "Journey" 3. Riccardo Eberspacher – "Setira" 4. Ayoe Angelica – "Dr Jekill" 5. Christos Stylianou feat. Maria Latsinou – "Smell of Roses" (V-Sag Dub Mix) 6. Carlos Campos & DJ Ravin – "Kyiamah" 7. Nitin Sawhney feat. Ojos de Brujo – "Shadowland" 8. Mathieu & Florzinho – "Maha-Amba" 9. Astyplaz – "Zaira" 10. Sarma – "Falling Stars" 11. DJ Disse & Batina Bager feat. Fred Astaire – "Cheek to Cheek" 12. Sunset Blvd – "Loving You" 13. Angel Tears – "Purple Orchid" 14. Woolfy vs Projections – "We Were There" 15. Nina & Chris present Zeep – "Agua" 16. Serafim Tsotsonis – "Small 2" 17. Mlle Caro & Frank Garcia – "Mon Ange" | - CD 2 (Khяeschatik) (76 min: 44 s) 1. Bahramji feat. Mashti – "My Life" - feat 2. DJ A – "Piano Dream" 3. Rucyl – "Love in War" (Pete Gust KID Remix) 4. Asli Güngör & Ferhat Göcer – "Kalp Kalbe Karşı" (Hüseyin Karadayı Remix) 5. Silky Sunday – "Friend" (Sandy Rivera Remix) 6. Glender – "Echoes" 7. Dave Seaman – "Gobbledygook" (Funkagenda Repulse Mix) 8. Riham – "Erja Ya Habebi" (Dj Srulik Einhom Remix) 9. Loreena McKennitt – "Marrakesh Night Market" (V-Sag Remix) 10. DJ Danjer feat. Ash – "My Danjer Sound" 11. De-Tuned – "Sitar" 12. DJ Tatana – "Spring Breeze" (Martin Roth SummerStyle Remix) 13. Sumo feat. Rigas – "Tribute" 14. Taho – "Shambhalla" (WiNK Interpretation) 15. Orkidea and David West – "God's Garden"' |

### Buddha Bar XII(2010)
Missato da DJ Ravin
| - CD 1 (La vie en rose) (75 min: 22 s) 1. Bliss – "Ouverture" 2. Goya Project – "Lamento" (Sunset Rework) 3. Ambray – "Maya" 4. Shaheen Sheik – "Here We Go" (SoulAvenue Erhu Blues Mix) 5. Cantoma – "Viusu" 6. Caravan Palace – "Ended with the Night" 7. Lal Meri – "Bandhan" 8. Eric Fernandez – "Deliciate" 9. Bahramji & Mashti – "Lovers" 10. Ida Corr feat. Shaggy – "Under the Sun" (Lenny Ibizarre Remix) 11. Sarma – "Remember Me" 12. HP. Hoeger & M. Lackmaier – "El Balle" 13. Ryukyu Underground – "Umaku Kamade" 14. MIDIval Punditz – "Tonic" 15. Blue Pilots Project – "Air Fiction" 16. Goulasch Exotica vs. Lushlife Project – "Keleti Szi" 17. Almadrava – "La Vie en rose" (Chill Out Mix) | - CD 2 (Pink Me Up) (78 min: 06 s) 1. DJ Ravin & Carlos Campos – "I Must Confess" 2. Massivan – "4 Generations" 3. Sis N' Jones feat. Isaac – "Jami" 4. Inspiro & Ornella Vanoni – "Perduto" (Inspired Club Mix) 5. Joey Negro pres, the Sunburst Band – "Man of War" (Henrik Schwarz Remix) 6. Gönül Yazar – "Özledigim Sevgili" 7. Chaim – "Thrill You" 8. Emilio Fernandez – "Let it Go" (Vocal Mix) 9. Jason Rivas – "Carnivàle" (Club Mix) 10. Mandinga – "Calling Trombonika" 11. Jerome Isma-Ae & Roy Stroebel – "Vila Nova" 12. Tommy Vee & Mauro Ferrucci with CeCe Rogers – "Stay" (Thomas Gold Vocal Mix) 13. Mario Più & Jurgen Cecconi– "Ueno Park 5 A.M." 14. Matt Darey Presents Urban Astronauts feat. Kate Louise Smith – "See the Sun" (Aurosonic Remix) 15. Dexi – Adela |

### Buddha Bar XIII(2011)
Missato da DJ Ravin e David Visan
| - CD 1 (Mystic Quest) (76 min: 10 s) 1. Ravin, Carlos Campos & David Visan – "Homage to Mr. V" 2. Hardage feat. Jenny Bae – "Lamento" (Sunset Rework) 3. SoulAvenue feat. Shaheen Sheik – "One by One" (Original Mix) 4. Triangle Sun feat. Lena Kaufman – "When You Go Forward" 5. Ganga – "Clouds" 6. Hector Zazou, Barbara Eramo & Stefano Saletti – "I Feel Love" 7. Zeebee – "Be My Sailor" 8. Jojo Effect feat Lain Mackenzie – "Mambo Tonight" 9. Papercut – "Sta Synnefa" 10. Alfida – "Allaya Lee" (Original Mix) 11. Jazzamor – "Time is Running" 12. Nacho Sotomayor – "Timeless" 13. Florzinho – "A La Luna" 14. Nada – "Bamboo Dub" 15. Fuat & Mashti – "Sufisticated" 16. The Spy From Cairo – "Oud Funk" 17. Dunkelbunt feat. Boban i Marko Markovic Orkestar – "Cinnamon Girl" (Radio) | - CD 2 (Secret Bliss) (77 min: 09 s) 1. Laya Project Remix – "Touare" (The Ambergris Remix) 2. Consoul Trainin & Pink Noisy feat. Anastasia Zannis – "Tango to Evora" 3. V-Sag feat. Athina Routsi – "Cancao Do Mar" 4. Blank & Jones with Mystic Diversions – "Quedate" (Blank & Jones Moonshine Mix) 5. DJ Kaan Gokman – "Level Up" 6. Tony Seal – "Danza del Viento" (George Vala & Audioprophecy Remix) 7. MHD – "Arabica" 8. Dimitra Galani – "To Sagapo Borei" (Dimitri Phaze Remix) 9. Sean Bay vs. Medhi Mouelhi feat. Arabella – "Maktoub" 10. Parov Stelar – "The Phantom" (1930 Swing Version) 11. Dr. Kucho – "La Isla" (Original Mix) 12. Jay C & Felix Baumgartner – "Souk" (Original Mix) 13. Caramel Project – "Ya Habibi" 14. Lustral – "Everytime" (Original Mix) 15. Kaya Project – "Sundown"' (EarthRise SoundSystem Remix) |

### Buddha Bar XIV(2012)
Missato da DJ Ravin
| - CD 1 (Dhimsa) 1. Thor – "Dari Lullaby" 2. Ravin & Carlos Campos – “Romance in Klotild Palace” 3. PrOmid feat. Omid Mahramzadeh – “Far Away” 4. Ambray – “Brahma” 5. ShiftZ feat. Hiba El Mansouri – “Ahwak” 6. Kohib – “Hear This” 7. SoulAvenue feat. Shaheen Sheik – “Different” (SoulAvenue's Boddhisattva Blues) 8. Cayetano – “Fairytales” 9. Duke B – “The Truth” 10. Eric Fernandez – “Cada Dia” 11. Pravana – “Ulluwatu” (Amanaska Remix) 12. Laar meets Zoohacker – “Tilinko” 13. Paolo Rossini – "Floating to the Sun" 14. Ahilea feat. Bella Wagner – “Devil’s Eyes” 15. Ronny Morris – "All About Love" (Ganga Mix) 16. Pierre Ravan & Haldo feat. Parthasarathi Mukherjee & Harshada Jawale – “Nostalgia” (Emotional Lounge Mix) | - CD 2 (Bhangra) 1. 22ROCKETS – "Umma" 2. Rosa Lux feat. Alberte & Josefine Winding – "Min Klub Først" 3. Nora En Pure – “Saltwater” 4. Flo Mrzdk & Juliet Sikora – “Shanti” 5. Nacho Sotomayor – “Return to Mykonos” (PrOmid Remix) 6. Mikael Simpson – “Inden Du Falder I Sovn” (Lulu Rouge Remix) 7. Sugar House feat. Marieke Meijer – “Desire” 8. Vinayak A feat. Dhrithi – “Losing Myself” (Alexey Sonar Remix) 9. Denis Dallan – “Liberta” 10. Consoul Trainin & Pink Noisy – “Litanie des Saints” 11. Rico Bernasconi vs. Sasha Dith – “Bollywood” (Saxo. Club Mix) 12. Alex Barattini – "Let Me Kiss You" 13. Sezer Uysal feat. Chinar – "Baku" (Dinka Remix) 14. Gorins – "I Grieve for Spring" |

### Buddha Bar XV(2013)
Missato da DJ Ravin
| - CD 1 1. Bliss – "Absence of Fear" 2. Dale Cornelius – "Lament N°2" (Thor Tibetan Bell Edit) 3. Dim Vach – "In Love with a Mermaid" 4. Shaheen Sheik – "Lullaby for Samiyah" 5. Bart&Baker feat. Marcella Puppini – "Stop Googling Me!" (ROGAN "Future Soul" Remix) 6. Balkan Fanatik feat. Prophet (Teruo Artistry) and Janga – "Ha Te Tudnád... / Love Gone Wrong" 7. Yasmine Hamdan – "Shouei" 8. Uttara-Kuru – "Neyuki" 9. Thor – "Chamka" 10. Zoe – "Let Me Go" 11. Stan Kolev – "Anandi" 12. Yin and Yang feat. Tiefblau – "Golden Sun" 13. Mihai Toma – "Flutaka" 14. Niyaz – "Mazaar" 15. George Chatzis – "Thracian Vibe" 16. Ganga feat. Helle Chirholm – "The Wind" 17. SoulAvenue – "Padmasundari" | - CD 2 1. D'Jean & Masonaise – "Indian Man of Trouble" (Mashti Edit) 2. Aki Bergen & Pezzner feat. Terry Grant – "Tarareando" 3. Riva Starr feat. Rssll – "Absence" (Original Extended) 4. Rocco – "Saharien Child" (Original Mix) 5. Andrew Richardson feat. Sarina Suno 'The Violin Diva' – "Hashim Theme" (Original Mix) 6. Niconé & Sascha Braemer feat. Narra – "Raoui" (Original Version) 7. HP. Hoeger – "Delhi Oneway" 8. Bevan Godden & Arnaud D – "Ntobenthle" (Momba Mix) 9. Mariza – "Meu Fado Meu" (Nuno Cunha Souldillaz Remix) 10. Fabrice Dayan & Peter Nalitch – "My Guitar" 11. Mikael Delta – "The Last Storm of Words" (Dimi Phaze Remix) 12. Matvey Emerson – "Luna" (Original Mix) 13. Stan Kolev & Dinka feat. Albena Veskova – "Luminal" (Original Vocal Mix) 14. Sean Bay feat. Arabella – "Maktoub 2" (Original Mix) 15. DJ Kaan Gokman – "Bellycious" |

### Siddharta, Spirit Of Buddha Bar Vol.5: Budapest
1. OMFO — "Caravanserai"	2:14
2. Mathieu	 "The Indian" (Original Mix)	4:27
3. Liquid Stranger	 Lotus	4:44
4. Kaya Project Feat. Deeyah	 "The Source"	4:14
5. Blue Pilots Project	 Mamouth	6:15
6. Lal Meri	 "Lal Meri"	4:39
7. Bahramji	 "Being With Your"	6:26
8. Eso Es	 "In The Garden"	5:55
9. Dj Ipek	 Istanbul Cocuklari	5:27
10. Blank & Jones	 "Where You Belong" (Poolside House Mix)	6:39
11. Volkan Uça	 Anatolian Sax	4:35
12. Fluxx & Lola	 Romance (Max Moroldo Vs Paul & Luke Reloaded Mix)	6:49
13. Zunda Project	 Sirtaki (Sirtaki Mix)	4:49
14. Shantel	 Binaz In Dub	4:29
15. Parov Stelar	 "Your Man"	2:55
16. SALM* feat. Karl Lagerfeld — "Rondo Parisiano"	2:30

### Buddha Bar XVI(2014)
Missato da DJ Ravin
| - CD1 (Charango) 1. Jacob Gurevitsch – "Lovers In Paris (Original Mix)" 4:51 2. Soul Avenue – "Tamazight" 4:26 3. Ambray – "Who We Are" 4:14 4. Thor – "Nowruz" 3:53 5. Ganga – "Carry You Home (Thor & Ravin Rebirth Remix)" 4:18 6. Max Chorny – "Zaprosi U Sni" 4:38 7. Cambis & Florzinho – "Aman Aman" 5:19 8. Sigh – "Medina Blues" 4:05 9. Michael E – "Promise" 5:07 10. Laidback – "Let The Music Do The Talking" 3:42 11. Akshin Alizadeh – "Deep Inside" 3:31 12. Niyaz – "The Hunt (The Hunt 2013)" 4:12 13. Angel Tears – "Shir" 6:25 14. Stan Kolev & Matan Caspi – "Midnight Caravan" 5:01 15. Nacho Sotomayor – "Opaque (Transparent Remix)" 4:51 16. Dreamers Inc & Makis Ablianitis – "BABA" 6:44 | - CD 2 (Bombo) 1. Yasmine hamdan – "Deny (Holmes Price Remix)" 5:25 2. Parov Stelar Trio – "La Calatrava" 3:40 3. Adham Shaikhs' – "Coupe Decale (Drumspyder Remix)" 6:13 4. Mercan Dede – "Hidden" 4:59 5. Desert Dwellers – "Far From Here (Drumspyder Remix)" 5:24 6. Hinano – "Daer I Pels (Deep Vocal Club Mix)" 3:04 7. Wareika – "La Paloma" 5:29 8. Anthony Romeno Feat. Lady Vale – "Play The Guitar" 6:07 9. Rebeat feat. Shirley Bassey – "If You Go Away" 7:05 10. Sable Sheep – "Upon Burning Skies" 6:49 11. Kadebostany – "Walking With A Ghost (Alceen Remix)" 5:37 12. Riva Starr feat. Carmen Consoli – "No Man's Land (Original Mix)" 6:04 13. Serdar Ayyildiz – "Dualis" 5:10 14. Grand Corps Malade – "Les Voyages En Train" 15. Elissa – "Albi Hases Fik (Club Mix by Fadi Bitar)" 5:47 |

### Buddha Bar XVII(2015)
Missato da DJ Ravin
| *CD1 (Guembri) 1. Mihai Toma feat. Irene - Ena 2. Soapkills - Marra Fi Ghnina 3. Fuad Almuqtadir & Armeen Musa - Bhromor Koio Giya 4. Thor - Sunrise Over Ganges 5. Soulavenue - Stronger By Me (Kerala Beach Mix) 6. The Ukulele Orchestra of Great Britain vs. Ibiza Air - Bang Bang (YuYuMa Chill Out Remix) 7. Fakear - Damas 8. Bandish Projekt - Alchemy 9. Bobbi Walker - Spellbreaker (Deep Chill Deluxe) 10. Troels Hammer - Run King 11. The Kenneth Bager Experience - Stuck In A Lie (Ole Fonken Remix) 12. Eccodek - In Confidence 13. Les Au Revoir - Tha Ksanartheis (Kled Moné Radio Edit) 14. Dans & Lær - Gulbug 15. Caravane - Imout Rih 16. Lucci Capri - Kilimanjaro | - CD 2 (Bendir) 1. Pattern Drama - Girar O Mundo 2. OUM - Lik (Mashti & Polyesta Remix For Womex 14) 3. José Manuel - Mantra 4. I Am OAK - On Trees And Birds And Fire (Sam Feldt & Bloombox Remix) 5. Kiasmos - Looped 6. DJ Ravin feat. Theodosii Spassov - Sakar Melody (Ravin & Thor Mix) 7. Anton Ishutin feat. Tiana - Deeply In My Soul (Original Mix) 8. Truss Rod - Run Wild (DeepRock Extended Mix) 9. Thor - Punjab Funk 10. SRTW - We Were Young (Sascha Kloeber Mix • Extended Master) 11. Alsarah & The Nubatones - Wad Alnuba (Captain Planet Remix) 12. Saran - Tounkan (Captain Planet Remix) 13. Bart & Baker - What Can I Do For You (Nicola Conte Radio Remix) 14. Hot Casandra - Operatic Female Having A Crack 15. Hinano - Vaerst For Dig (Yasmine Edit) |

### Buddha Bar XVIII(2016)
Missato da DJ Ravin e Sam Popat
| - CD1 (Chill with Ravin) 1. Ambray - Azure' 2. Lena Kaufman - Blessed Is Who Realized Himself (Thor Deep Trip Vocal) 3. Thomas Blondet feat. Carol C. - Un Amor 4. 55 Cancri e - Vaggvisa 5. Fondue - Absolem (Afterlife Mix) 6. Dom La Nena - Menina Dos Olhos Azuis (Piers Faccini Remix) 7. Angel Tears & Sagi Ohayon - Ya Mamma 8. Kid Moxie - Shadow Heart (HP Hoeger & Rusty Egan Remix) 9. Mashti - Dahraram 10. Jacob Gurevitsch - Tiden Der Forstar 11. Bombay Dub Orchestra - Egypt By Air (Earthrise SoundSystem Remix) 12. Eccodek - The Big Man (Rise Ashen Remix) 13. Red Axes feat. Abrão - Sabor 14. Second Sky - Dragon Fly 15. Troels Hammer - Madsi | - CD 2 (Party with Sam) 1. Dreamers Inc. feat. Billy Esteban - Alladin's Wish 2. Andre Rizo feat. Niyaz - Tamana 3. Dole & Kom - Away 4. Sam Popat - Puga Land (Original Mix) 5. Jaceo - Jolgorio (Original Mix) 6. Shaman & Sam Popat - Karma Kandara 7. Fabrice Dayan - La Maza (Original Mix) 8. Andre Rizo feat. Narcia Suciu - Colindul Cerbui' 9. Dole & Kom feat. Seth Schwarz - Fly Bar 10. SIS feat. Eduardo Castillo - Sombra India (Eduardo Castillo Remix) 11. Dele Sosimi Afrobeat Orchestra - Too Much Information (Laolu Remix Edit) 12. Dan Marciano - Unlimited (Original Mix) 13. Bernstein & Rivera - Deep (Wally Lopez Mix) 14. Gauthier DM - Irma 15. Rivers - Soft (Dani Zavera Remix) |

### Buddha Bar XIX(2017)
Missato da DJ Papa
| - CD1 (From Monte Carlo) 1. Cambis & Florzinho – "Shaneh" (Original Mix) 2. Federico Spagnoli – "Indian Fever" 3. Makis Ablianitis – "Uranos" 4. Andrea Cardillo – "Sogno d'Amor" 5. Roby Canzian DJ & Papa DJ ft. Mara J. Boston – "La Fauvette à Tête Noire" 6. SoulAvenue – "Bombay Blues" 7. Alfida – "Bez Menya" 8. Dim Vach – "Hymn to pure Vergin" 9. Riccardo Eberspacher Feat. Gianna Formulari – "YSL" 10. Mihai Toma – "Moon Dance" 11. Ganga – "Hot Winds" (Indian Version) 12. DJ Khaikhan Feat. Papa DJ — "Dhan Dhan" 13. Amanaska – "The Only Way" (BB Remix) 14. Voyage Sonore – "La Mente Mente" 15. Smoma – "Big Nose" 16. Buscemi – "Chop Choy Boogie" 17. Christos Stylianou – "Sarah's Dream" | - CD 2 (To Tokyo) 1. Vargo – "Sol 100" (Original Mix) 2. The Isfys – "Rana" (Original Mix) 3. Mashti & Jean Von Baden Feat. Vitor Gonçalves – "Balkan Buddha" 4. Nacho Sotomayor – "Destino" (Dreamers Inc. Remix) 5. Dalholt & Langklide Feat. Demise Ducha – "Afrique" 6. Joachim Pastor — "Joda" (Worekls Remix) 7. Jacob Groening – "Siddharta" 8. Marga Sol – "Turkish Delight" 9. Red Axes – "Sun My Sweet Sun" 10. Pink Noisy – "Ani Kuni" (Dreamers Inc. Remix) 11. Andre Rizo – "Tuyo" (feat. Troubadub) 12. H@K – "Violi" (Original Mix) 13. Glass of Coffee – "Doors Of Pakhwaji" 14. Volkan Uça – "Love" (Serdar Ayyildaz Remix) 15. Riva Starr – "Once Upon a Time In Naples" |

### Buddha Bar XX(2018)
Missato da DJ Ravin & Sam Popat
| - CD1 1. Danit – "Naturaleza" (Mose Edit) 2. Tim Schaufert – "Fallin" 3. Steen Thottrup – "Something To Say" feat. Lunamila 4. Lenkkodek – "Raise a cup of kindness" (Weightless dub Remix) 5. Florzinho feat. Amroota Natu – "We Are One" (Original Mix) 6. Sigh – "Geisha Blues" 7. Coldcut x On-U Sound – "Kajra Mohobbat Wala" (Featuring Hamsika Iyer) 8. Discoshaman, Lemurian – "All We Want Is to Smile" (Feat. Alvaro Suarez) 9. Oliver Koletzki – "A Tribe Called Kotori" 10. Cairo Steps – "Desert Road" (Wahba Moonlight Remix) 11. Christian Löffler – "Mare" (Robot Koch Remix) 12. Al-pha X – "Dreaming" 13. Rasi Z – "Cheshmhaye To" 14. Rodriguez Jr. Feat. Liset Alea – "Waste Tomorrow" 15. Tebra – Suton 16. Lena Kaufman – "Crazy Day" (Thor Krasnyi Morning Rain) | - CD 2 1. Tebra – "Istok" (Original Mix) 2. Rasi Z – "Zamin" 3. Valeron – "Oasis" (Ali Farahani Remix) 4. Fulltone – "Samai" (Annen Miran Remix) 5. Zone+ & Bachir Salioum – "Odin" 6. Jaaneman – "Dadouk" 7. Elfenberg – "Gilgamesh" (Timboletti Remix) 8. Andre Rizo – "Horizont" (Original Mix) 9. The Soul Brothers – "Jahir" (Original Mix) 10. Timujin – "Yamar" 11. Sam Popat & Alex Scheffer – "Circle Spin" (Original Mix) 12. Alexander Ben – "Bedouin" (Rework) 13. Kamilo Sanclemente – "Azure" 14. Moonwalk – "Fatima" 15. Anii – "Ciganka" |